# Otapy
Otapy est un village de Pologne, situé dans la gmina de Brańsk, dans le Powiat de Bielsk Podlaski, dans la voïvodie de Podlachie au nord-est de la Pologne. Il se trouve à environ 5 km au sud-est de Brańsk, à 22 km à l'ouest de Powiat de Bielsk Podlaski, et à 47 km au sud-ouest de la capitale régionale Białystok.
Selon le recenssement de la commune de 1921, ont habité dans le village 3 personnes, dont 3 étaient judaïques déclaré avoir la nationalité polonaise. Dans le village, il y avait 1 bâtiments habitables.

## Source
- (en) Cet article est partiellement ou en totalité issu de l’article de Wikipédia en anglais intitulé « Otapy » (voir la liste des auteurs).